# Jochem Myjer

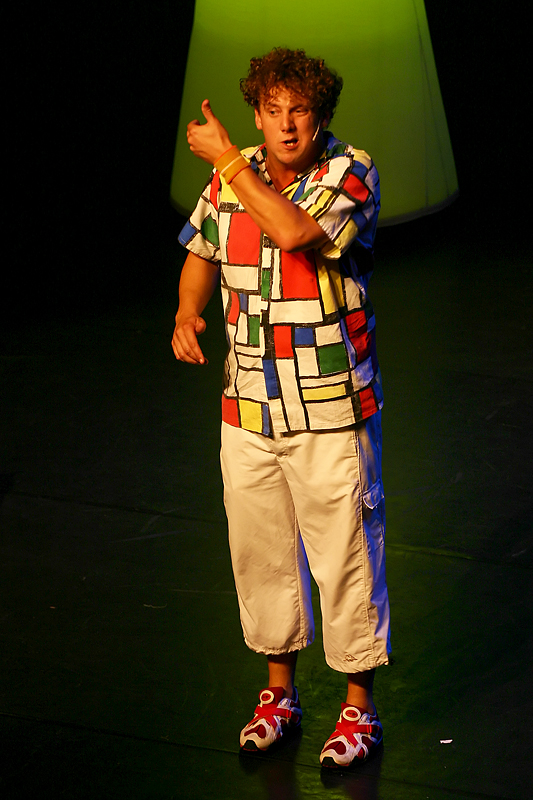
Jochem Myjer in Yee-haa!

Jochem Myjer (* 22. April 1977 in Leiden) ist ein niederländischer Comedian.
Myjer wuchs in Zutphen auf und kehrte später nach Leiden zurück. Sein Biologiestudium in Groningen gab er nach zwei Jahren auf, um sich ganz dem Kabarett zu widmen.
Er hat ADHS und spricht sehr schnell. Seine energiereichen Auftritte leben nicht zuletzt durch die Imitation von Typen bzw. Prominenten. Er begleitet sich singend am Piano und spielt auch Geige. Er war unter anderem Moderator der traditionsreichen Kindersendung Kinderen voor Kinderen (2006) und spricht auch im Radio. 1997 gewann er beim Groninger Studenten Cabaret Festival.
Myjer lebt mit der Sängerin Marloes Nova zusammen und hat seit 2009 mit ihr eine Tochter.

## Programme und DVDs
- Gegabber, 1998–2000
- Adéhadé, 2001–2003, 2004 DVD
- Yee-haa!, 2004–2006, 2007 DVD
- De Rust Zelve, 2007–2010, 2010 DVD
- Even Geduld Aub!, 2012–2015, 2015 DVD
- Adem in, adem uit, 2016–2019